# باشگاه بسکتبال ایرانا

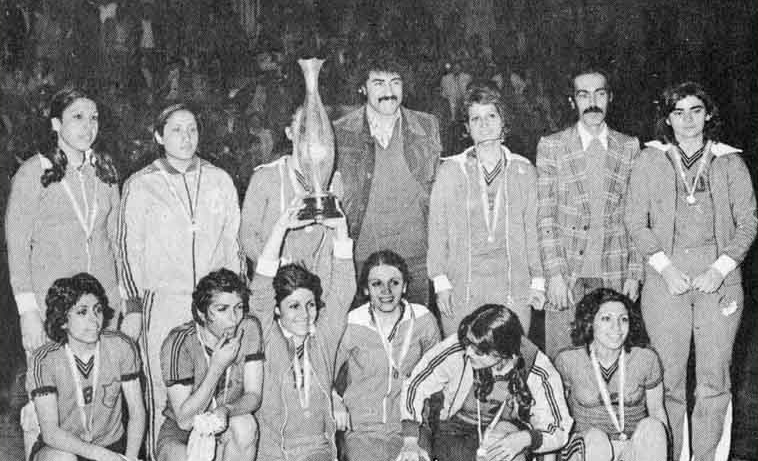
ایرانا قهرمان نخستین جام قهرمانی بسکتبال بانوان ایران، اولین جام شهبانو در دستان نینا زرگر صالح کاپیتان ایرانا، (دی‌ماه ۱۳۵۴).

دیدار نیمه نهایی جام شهبانو ۱۳۵۵ بین تاج و ایرانا با پیروزی ایرانا به پایان رسید.

دومین دوره جام شهبانو در سال ۱۳۵۵. ایرانا بالای سر همه نشست. از مجله دنیای ورزش شماره ۳۳۳.

ایرانا نام باشگاه بسکتبال زنان در شهر تهران است که وابسته به کارخانجات کاشی و سرامیک بود. این تیم پس از تأسیس با کسب مقام سومی مسابقات بسکتبال باشگاه‌های تهران در سال ۱۳۵۴ مجوز حضور در اولین دوره لیگ بسکتبال زنان ایران در زمستان همان سال را گرفت و در اولین دوره این مسابقات به قهرمانیِ ایران رسید.
این تیم در ۳ دوره نخست مسابقات لیگ بسکتبال زنان ایران (جام شهبانو) به مقام قهرمانیِ ایران رسید. از بازیکنان ملی‌پوش این تیم می‌توان از نینا زرگر صالح و مهین کوره چیان نام برد.

## آمار مسابقات
لیگ بسکتبال زنان ایران (جام شهبانو)
- قهرمانی: ۱۳۵۴، ۱۳۵۵ و ۱۳۵۶[۲][۵][۳][۴]

جام قهرمانی دختران باشگاه‌های تهران
- سومی: ۱۳۵۴[۶][۷][۸]